# Umberto Galassi
Umberto Galassi (... – Roma, ...; fl. XX secolo) è stato un compositore italiano.

## Biografia
Umberto Galassi, noto anche Galassi, si diplomò in composizione al conservatorio di Santa Cecilia nell’anno 1933 compiendo in sei anni quegli studi che normalmente ne richiedono dieci. In seguito si dedicò alla composizione di musiche per film dalla fine degli anni '30.
Nel 1940 curò l'edizione italiana del film Rebecca, la prima moglie diretto da Alfred Hitchcock con la riscrittura del commento musicale.

## Filmografia
- Felicità perduta (Dreiklang), regia di Hans Hinrich (1938)[6]
- L'ospite di una notte, regia di Giuseppe Guarino (1939)
- Rebecca, la prima moglie, regia di Alfred Hitchcock (1940) (commento musicale)[7]
- Piccolo alpino, regia di Oreste Biancoli (1940)
- Le due tigri, regia di Giorgio Simonelli (1941)[8]
- I pirati della malesia, regia di Enrico Guazzoni (1941) (non accreditato)
- Pia de' Tolomei, regia di Esodo Pratelli (1941)
- La morte civile, regia di Ferdinando Maria Poggioli (1942)[9]
- Ti conosco mascherina!, regia di Eduardo De Filippo (1944)[10]
- The Phil Silvers Show (58 episodi, 1955-1958) (non accreditato)